# Kościół św. Mikołaja w Dobrem
Kościół Świętego Mikołaja w Dobrem – rzymskokatolicki kościół parafialny należący do dekanatu stanisławowskiego diecezji warszawsko-praskiej.
Obecna świątynia została ufundowana przez Kamilę Jaźwińską, właścicielkę majątku Rudzienko, i zaprojektowana przez Bolesława Podczaszyńskiego. Wybudowano ją w latach 1873-1878 dzięki staraniom księdza Edmunda Smoleńskiego. W dniu 31 sierpnia 1878 roku kościół został poświęcony przez dziekana radzymińskiego, księdza Stanisława Chromińskiego, a konsekrowany w dniu 10 maja 1886 roku przez biskupa Wincentego Teofila Popiel-Chościaka.

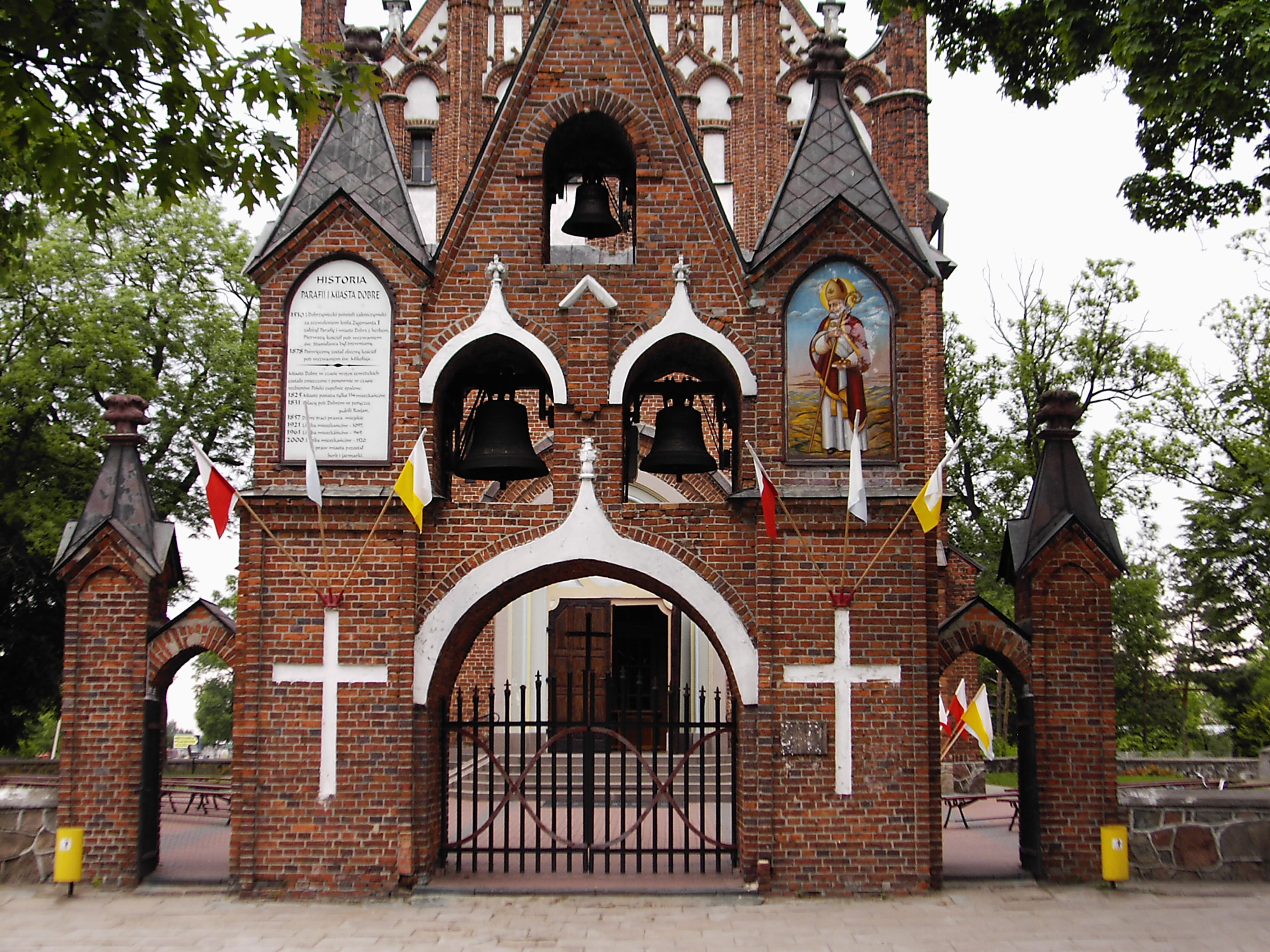
Dzwonnica

Jest to budowla murowana o jednej nawie, wzniesiona w stylu neogotyckim, jej dach pokryty jest blachą miedzianą. We wnętrzu znajdują się trzy ołtarze: główny poświęcony Niepokalanemu Poczęciu oraz dwa boczne poświęcone Świętemu Krzyżowi i Świętemu Stanisławowi Biskupowi i Męczennikowi. Ołtarz soborowy to ostatnie dzieło profesora Jerzego Machaja. Na ścianach znajduje się polichromia o tematyce biblijnej, wykonana techniką sgraffito. W oknach prezbiterium umieszczone są witraże poświęcone św. Ignacemu Loyoli i św. Mikołajowi.